# Hyperperméabilité capillaire
 Mise en garde médicale
L'hyperperméabilité capillaire, également appelée syndrome de fuite capillaire ou maladie de Clarkson est une maladie rare où le nombre et la taille des pores des capillaires augmentent, déclenchant une fuite de liquide du sang vers le liquide interstitiel, ce qui entraîne une hypotension (baisse dangereuse de la pression sanguine), un œdème et de multiples défaillances d'organes dues à une irrigation sanguine insuffisante.

## Historique
Le syndrome a été décrit pour la première fois par Dr. Bayard D. Clarkson en 1960.

## Prévalence
Moins de 150 cas ont été enregistrés depuis 1960. La maladie touche plutôt les adultes, avec une légère prédominance masculine.

## Causes
Les causes de la maladie ne sont pas encore établies. On retrouve souvent un épisode infectieux récent. Un cas familial a été publié.
L'analyse d'un échantillon de peau au microscope peut montrer, de manière inconstante, un infiltrat de lymphocytes. Le mécanisme de l'atteinte pourrait être une lésion des cellules entourant les capillaires sanguins (endothelium) entraînant la mort de celles-ci (apoptose). Une cause possible serait une augmentation du facteur de croissance de l’endothélium vasculaire  bien qu'une tentative de traitement par le bevacizumab, un anticorps monoclonal dirigé contre cette substance, s'est révèle décevante.
Une gammapathie monoclonale bénigne est décelée dans près de 80 % des cas mais sa signification n'est pas claire (simple association ou rapport causal).

## Symptômes
Les symptômes sont ceux d'un choc d'installation rapide avec œdèmes :
- faible pression sanguine (hypotension)
- hémoconcentration
- hypoalbuminémie sans albuminurie
- œdème généralisé due à l'extravasation plasmatique.

Il n'est pas trouvé de cause évidente à cet état, avec, en particulier, une fonction cardiaque, hépatique ou rénale normale, du moins à un stade initial.
Des prodromes, sans être systématiques, peuvent parfois être identifiés : faiblesse généralisée, fatigue, myalgies, et parfois accès de fièvre, vomissements, douleur abdominale, flushing, et diarrhée.

## Évolution
L'évolution de la maladie connaît généralement deux phases, :
1. la phase initiale de fuite capillaire (1 à 4 jours). Les signes cliniques sont des douleurs abdominales, des nausées, un œdème généralisé et une hypotension qui risque de provoquer un collapsus cardio-vasculaire. L'hypovolémie et la rhabdomyolyse risquent d'engendrer une nécrose des tubules rénaux puis une insuffisance rénale aiguë. L'urgence est vitale.
2. la phase de retour du liquide dans le secteur intravasculaire. Une surcharge intravasculaire peut se produire, avec une polyurie et un œdème pulmonaire dû aux apports liquides de la phase initiale. Il est nécessaire de surveiller le patient, pour passer à un traitement déplétif à base de diurétiques ou d'hémofiltration.

## Traitement
Il reste empirique et doit être mené dans un milieu de réanimation. Le traitement de la chute tensionnelle repose sur une réhydratation qui doit être prudente, car elle peut aggraver les choses dès que le patient passe à la seconde phase.
La théophylline administrée en intraveineuse a une certaine efficacité.
Dans les formes chroniques, la théophylline et la terbutaline sont utilisées pour essayer d'espacer les crises.
Des succès isolés ont été décrits avec l'infliximab, le traitement d'un myélome multiple associé, la perfusion d'immunoglobulines à fortes doses

## Pronostic
Jusqu'en 2003, la mortalité était de 21 %. Depuis elle a baissé, grâce à un diagnostic plus rapide et une prise en charge plus adaptée dans les services de réanimation. La maladie peut devenir chronique en présentant des épisodes récurrents.
L'œdème peut être parfois suffisamment important pour pouvoir provoquer une compression musculaire pouvant se compliquer de nécrose (rhabdomyolyse). la maladie peut également se compliquer d'une insuffisance rénale aiguë, d'une embolie pulmonaire.